# Clément Lenglet
Pour les articles homonymes, voir Lenglet.
Clément Lenglet, né le 17 juin 1995 à Beauvais (Oise), est un footballeur international français qui évolue au poste de défenseur central à l'Atlético de Madrid.
Formé à l'AS Nancy-Lorraine avec qui Clément Lenglet découvre le monde professionnel et aide le club à retrouver la Ligue 1, il rejoint ensuite l'Espagne, tout d'abord avec le FC Séville puis au FC Barcelone avec qui il remporte trois titres dont le championnat d'Espagne en 2019. Il connait ensuite plusieurs prêts, en Angleterre au Tottenham Hotspur, à Aston Villa puis revient en Espagne à l'Atlético de Madrid.
Sélectionné en équipe de France depuis 2019, il participe notamment à l'Euro 2020.

## Biographie

### Carrière en club
En 2008, venant de l'US Chantilly, Clément Lenglet intègre le Pôle Espoirs de Liévin, pour deux ans de préformation.

#### AS Nancy-Lorraine (2013-2017)
Clément Lenglet signe son premier contrat professionnel lors de la saison 2013-2014. Il joue son premier match en professionnel le 27 septembre 2013, lors d'une rencontre de Ligue 2 face à l'AC Arles-Avignon. Il devient lors de la saison suivante un élément indispensable de la défense de l'AS Nancy-Lorraine, étant même nommé capitaine à seulement 20 ans par son coach de l'époque, Pablo Correa.
Cette saison-là, il repousse une offre de la Juventus FC pour rester dans son club formateur, alors en Ligue 2.

#### Séville FC (2017-2018)
Le 4 janvier 2017, lors du mercato hivernal de la saison 2016-2017 de Ligue 1, il quitte l'AS Nancy-Lorraine pour rejoindre le Séville FC lors d'un transfert estimé à 5 millions d'euros. Le club andalou suivait le joueur depuis plusieurs saisons, avant même ses débuts en professionnel par l'intermédiaire de son directeur sportif, Monchi. Le 12 janvier 2017, il dispute son premier match avec les Sevillistas lors d'une rencontre face au Real Madrid en Coupe du Roi. 
Le 13 mars 2018, il réalise une performance remarquée lors du match retour de huitième de finale de Ligue des champions contre Manchester United, recevant la note de 8/10 dans le journal L'Équipe.

#### FC Barcelone (2018-2025)
Le 12 juillet 2018, le FC Barcelone paye le montant de sa clause libératoire, soit 35,9 millions d'euros, pour s'offrir les services du jeune et prometteur défenseur français. Le Séville FC profite de la levée de clause libératoire du joueur pour s'affranchir du pourcentage de revente convenu pourtant avec l'AS Nancy-Lorraine qui porte ainsi l'affaire devant l'Union des associations européennes de football (UEFA). Clément Lenglet s'engage alors pour cinq saisons, soit jusqu'en juin 2023, tandis que sa clause de départ est fixée à 300 millions d'euros. Il devient le 23e joueur français de l'histoire à porter les couleurs du Barça.
Le 12 août 2018, il fait sa première apparition sous ses nouvelles couleurs lors de la finale de la Supercoupe d'Espagne 2018 contre son ancien club, le Séville FC. Il est alors titularisé et le FC Barcelone s'impose par deux buts à un ce jour-là. Le 31 octobre 2018, il marque son premier but avec le Barça lors du match aller des seizièmes de finale de la Coupe du Roi contre le Cultural Leonesa. Il permet à son équipe de s'imposer (victoire, 0-1). Le 20 avril 2019, il marque son premier but en championnat sous les couleurs du FC Barcelone face à la Real Sociedad, juste avant la mi-temps, sur une passe de son compatriote Ousmane Dembélé.
Clément Lenglet, transféré au FC Barcelone en tant que troisième défenseur a su se faire une place dans l'effectif et forme notamment un duo avec Gerard Piqué. Le 20 octobre 2020, il prolonge son contrat avec le FC Barcelone jusqu'en juin 2026. Le 17 avril 2021, il remporte la Coupe d'Espagne contre l’Athletic Club. Il est titularisé lors de cette rencontre remportée par les Blaugrana sur le score de quatre buts à zéro.

#### Prêt au Tottenham Hotspur puis à Aston Villa (2022-2024)
Le 8 juillet 2022, Clément Lenglet est prêté une saison au Tottenham Hotspur sans option d'achat,.
À la fin du mercato estival 2023, Clément Lenglet, qui n'entre pas dans les projets de l'entraîneur catalan Xavi et qui est sollicité par plusieurs formations en dehors d'Espagne, est prêté pour la saison en cours et sans option d'achat à Aston Villa. Le FC Barcelone économise ainsi une partie de son salaire, qui serait pris en charge à 75 % par le club anglais, ce qui contribue pour le club catalan à dégager des liquidités lui servant à espérer finaliser son recrutement estival.

#### Retour en Espagne à l'Atlético de Madrid (Depuis 2024)
De retour au FC Barcelone, Clément Lenglet demeure écarté de l'équipe première sur des critères économiques. Le club catalan étant contraint à une limitation de la masse salariale, souhaite économiser sur le salaire du Français. Le 26 août 2024, il est prêté pour une saison à l'Atlético de Madrid où il remplace numériquement Mario Hermoso. En octobre 2024, lors d'un match de Liga contre le CD Leganés, il se blesse à la jambe gauche à la suite d'un choc avec son coéquipier Axel Witsel. Atteint d'entorses au genou et à la cheville, son absence des terrains est annoncée pour environ un mois. Rétabli plus tôt que prévu, il reprend la compétition au début du mois de novembre 2024.
Le 9 juin 2025, quelques jours avant le début de la Coupe du monde des clubs, Clément Lenglet quitte définitivement le FC Barcelone et s'engage avec l'Atlético de Madrid en paraphant un contrat de trois ans, soit jusqu'en juin 2028,,. En sept ans chez les Blaugranas, il aura disputé 160 matchs et inscrit sept buts,.

### Carrière en sélection nationale
Le 21 mai 2019, Clément Lenglet est appelé en équipe de France par Didier Deschamps pour affronter la Bolivie et la Turquie en match amical ainsi que Andorre dans le cadre des éliminatoires du Championnat d'Europe de football 2020. Le 11 juin 2019, il connaît à cette occasion sa première titularisation avec les Bleus lors d'un match contre Andorre remporté quatre buts à zéro par les Bleus. Le 10 septembre 2019, il inscrit son premier but en sélection face à Andorre lors des éliminatoires du Championnat d'Europe de football 2020.
Le 18 mai 2021, il fait partie des 26 joueurs sélectionnés par Didier Deschamps pour disputer l'Euro 2021 et est titulaire lors du huitième de finale perdu aux tirs au but contre la Suisse.
Le 21 mai 2025, il fait son retour après une longue absence dans la liste pour la demi-finale de la Ligue des nations pour participer à la phase finale,. Il est titulaire lors de la demi-finale perdue cinq buts à quatre contre l'Espagne, et ne dispute pas la petite finale remportée deux buts à zéro contre l'Allemagne,.

## Statistiques

### En club
| Saison                | Club                      | Championnat           | Championnat | Championnat | Coupe nationale | Coupe nationale | Coupe de la Ligue | Coupe de la Ligue | Supercoupe | Supercoupe | Compétition(s) continentale(s) | Compétition(s) continentale(s) | Compétition(s) continentale(s) | Coupe du monde des clubs | Coupe du monde des clubs | Total | Total |
| Saison                | Club                      | Division              | M.          | B.          | M.              | B.              | M.                | B.                | M.         | B.         | Comp.                          | M.                             | B.                             | M.                       | B.                       | M.    | B.    |
| 2013-2014             | AS Nancy-Lorraine         | Ligue 2               | 3           | 0           | -               | -               | -                 | -                 | -          | -          | -                              | -                              | -                              | -                        | -                        | 3     | 0     |
| 2014-2015             | AS Nancy-Lorraine         | Ligue 2               | 22          | 0           | 3               | 0               | 2                 | 0                 | -          | -          | -                              | -                              | -                              | -                        | -                        | 27    | 0     |
| 2015-2016             | AS Nancy-Lorraine         | Ligue 2               | 34          | 2           | 1               | 0               | 1                 | 0                 | -          | -          | -                              | -                              | -                              | -                        | -                        | 36    | 2     |
| 2016-2017             | AS Nancy-Lorraine         | Ligue 1               | 18          | 0           | -               | -               | 2                 | 0                 | -          | -          | -                              | -                              | -                              | -                        | -                        | 20    | 0     |
| Sous-total            | Sous-total                | Sous-total            | 77          | 2           | 4               | 0               | 5                 | 0                 | -          | -          | -                              | -                              | -                              | -                        | -                        | 86    | 2     |
| 2016-2017             | Séville FC                | Liga                  | 17          | 0           | 1               | 0               | -                 | -                 | -          | -          | C1                             | 1                              | 0                              | -                        | -                        | 19    | 0     |
| 2017-2018             | Séville FC                | Liga                  | 35          | 3           | 8               | 0               | -                 | -                 | -          | -          | C1                             | 11                             | 1                              | -                        | -                        | 54    | 4     |
| Sous-total            | Sous-total                | Sous-total            | 52          | 3           | 9               | 0               | -                 | -                 | -          | -          | -                              | 12                             | 1                              | -                        | -                        | 73    | 4     |
| 2018-2019             | FC Barcelone              | Liga                  | 23          | 1           | 9               | 1               | -                 | -                 | 1          | 0          | C1                             | 12                             | 0                              | -                        | -                        | 45    | 2     |
| 2019-2020             | FC Barcelone              | Liga                  | 28          | 2           | 3               | 1               | -                 | -                 | -          | -          | C1                             | 9                              | 1                              | -                        | -                        | 40    | 4     |
| 2020-2021             | FC Barcelone              | Liga                  | 33          | 1           | 5               | 0               | -                 | -                 | 2          | 0          | C1                             | 7                              | 0                              | -                        | -                        | 47    | 1     |
| 2021-2022             | FC Barcelone              | Liga                  | 20          | 0           | 0               | 0               | -                 | -                 | 2          | 0          | C1+C3                          | 4+2                            | 0                              | -                        | -                        | 28    | 0     |
| Sous-total            | Sous-total                | Sous-total            | 104         | 4           | 17              | 2               | -                 | -                 | 5          | 0          | -                              | 34                             | 1                              | -                        | -                        | 160   | 7     |
| 2022-2023             | Tottenham Hotspur (prêt)  | Premier League        | 26          | 0           | 1               | 0               | 1                 | 0                 | -          | -          | C1                             | 7                              | 1                              | -                        | -                        | 35    | 1     |
| 2023-2024             | Aston Villa (prêt)        | Premier League        | 14          | 0           | 3               | 0               | -                 | -                 | -          | -          | C4                             | 8                              | 0                              | -                        | -                        | 25    | 0     |
| 2024-2025             | Atlético de Madrid (prêt) | Liga                  | 23          | 2           | 4               | 1               | -                 | -                 | -          | -          | C1                             | 7                              | 0                              | 2                        | 0                        | 36    | 3     |
| Total sur la carrière | Total sur la carrière     | Total sur la carrière | 296         | 11          | 38              | 3               | 6                 | 0                 | 5          | 0          | -                              | 68                             | 3                              | 2                        | 0                        | 415   | 17    |

### En sélection nationale
| Saison                | Sélection             | Phases finales              | Phases finales | Phases finales | Phases finales | Éliminatoires | Éliminatoires | Éliminatoires | Ligue des nations | Ligue des nations | Ligue des nations | Matchs amicaux | Matchs amicaux | Matchs amicaux | Total | Total | Total |
| Saison                | Sélection             | Compétition                 | M              | B              | Pd             | M             | B             | Pd            | M                 | B                 | Pd                | M              | B              | Pd             | M     | B     | Pd    |
| --------------------- | --------------------- | --------------------------- | -------------- | -------------- | -------------- | ------------- | ------------- | ------------- | ----------------- | ----------------- | ----------------- | -------------- | -------------- | -------------- | ----- | ----- | ----- |
| 2018-2019             | France                | -                           | -              | -              | -              | 1             | 0             | 0             | -                 | -                 | -                 | -              | -              | -              | 1     | 0     | 0     |
| 2019-2020             | France                | -                           | -              | -              | -              | 6             | 1             | 0             | -                 | -                 | -                 | -              | -              | -              | 6     | 1     | 0     |
| 2020-2021             | France                | Euro 2021                   | 1              | 0              | 0              | 1             | 0             | 0             | 2                 | 0                 | 0                 | 2              | 0              | 0              | 6     | 0     | 0     |
| 2021-2022             | France                | -                           | -              | -              | -              | 2             | 0             | 0             | -                 | -                 | -                 | -              | -              | -              | 2     | 0     | 0     |
| 2024-2025             | France                | Ligue des nations 2024-2025 | 1              | 0              | 0              | -             | -             | -             | -                 | -                 | -                 | -              | -              | -              | 1     | 0     | 0     |
| Total sur la carrière | Total sur la carrière | Total sur la carrière       | 2              | 0              | 0              | 10            | 1             | 0             | 2                 | 0                 | 0                 | 2              | 0              | 0              | 16    | 1     | 0     |

### Liste des matchs internationaux
| Matchs internationaux de Clément Lenglet | Matchs internationaux de Clément Lenglet | Matchs internationaux de Clément Lenglet     | Matchs internationaux de Clément Lenglet | Matchs internationaux de Clément Lenglet | Matchs internationaux de Clément Lenglet | Matchs internationaux de Clément Lenglet                            |
|                                          | Date                                     | Lieu                                         | Adversaire                               | Résultat                                 | Compétition                              | Notes                                                               |
| ---------------------------------------- | ---------------------------------------- | -------------------------------------------- | ---------------------------------------- | ---------------------------------------- | ---------------------------------------- | ------------------------------------------------------------------- |
| 1.                                       | 11 juin 2019                             | Estadi Nacional, Andorre-la-Vieille, Andorre | Andorre                                  | 0 - 4                                    | Éliminatoires de l'Euro 2020             | Titulaire.                                                          |
| 2.                                       | 7 septembre 2019                         | Stade de France, Saint-Denis, France         | Albanie                                  | 4 - 1                                    | Éliminatoires de l'Euro 2020             | Titulaire.                                                          |
| 3.                                       | 10 septembre 2019                        | Stade de France, Saint-Denis, France         | Andorre                                  | 3 - 0                                    | Éliminatoires de l'Euro 2020             | Titulaire.                                                          |
| 4.                                       | 11 octobre 2019                          | Laugardalsvöllur, Reykjavik, Islande         | Islande                                  | 0 - 1                                    | Éliminatoires de l'Euro 2020             | Titulaire.                                                          |
| 5.                                       | 14 octobre 2019                          | Stade de France, Saint-Denis, France         | Turquie                                  | 1 - 1                                    | Éliminatoires de l'Euro 2020             | Titulaire.                                                          |
| 6.                                       | 14 novembre 2019                         | Stade de France, Saint-Denis, France         | Moldavie                                 | 2 - 1                                    | Éliminatoires de l'Euro 2020             | Titulaire.                                                          |
| 7.                                       | 17 novembre 2019                         | Air Albania Stadium, Tirana, Albanie         | Albanie                                  | 0 - 2                                    | Éliminatoires de l'Euro 2020             | Titulaire.                                                          |
| 8.                                       | 8 septembre 2020                         | Stade de France, Saint-Denis, France         | Croatie                                  | 4 - 2                                    | Ligue des nations 2020-2021              | Titulaire.                                                          |
| 9.                                       | 7 octobre 2020                           | Stade de France, Saint-Denis, France         | Ukraine                                  | 7 - 1                                    | Match amical                             | Titulaire.                                                          |
| 10.                                      | 14 octobre 2020                          | Stade Maksimir, Zagreb, Croatie              | Croatie                                  | 1 - 2                                    | Ligue des nations 2020-2021              | Titulaire.                                                          |
| 11.                                      | 11 novembre 2020                         | Stade de France, Saint-Denis, France         | Finlande                                 | 0 - 2                                    | Match amical                             | Titulaire et remplacé par Raphaël Varane à la 80e minute de jeu.    |
| 12.                                      | 28 mars 2021                             | Astana Arena, Noursoultan, Kazakhstan        | Kazakhstan                               | 0 - 2                                    | Éliminatoires de la Coupe du monde 2022  | Titulaire.                                                          |
| 13.                                      | 28 juin 2021                             | Arena Națională, Bucarest, Roumanie          | Suisse                                   | 3 - 3 4-5 t.a.b                          | Euro 2020                                | Titulaire et remplacé par Kingsley Coman à la 46e minute de jeu.    |
| 14.                                      | 7 septembre 2021                         | Stade de France, Saint-Denis, France         | Finlande                                 | 2 - 0                                    | Éliminatoires de la Coupe du monde 2022  | Entre en jeu à la place de Lucas Hernandez à la 80e minute de jeu.  |
| 15.                                      | 13 novembre 2021                         | Parc des Princes, Paris, France              | Kazakhstan                               | 8 - 0                                    | Éliminatoires de la Coupe du monde 2022  | Entre en jeu à la place de Presnel Kimpembe à la 90e minute de jeu. |
| 16.                                      | 5 juin 2025                              | MHPArena, Stuttgart, Allemagne               | Espagne                                  | 5 - 4                                    | Ligue des nations 2024-2025              | Titulaire et remplacé par Lucas Hernandez à la 72e minute de jeu.   |

#### But international
| But en sélection de Clément Lenglet | But en sélection de Clément Lenglet | But en sélection de Clément Lenglet  | But en sélection de Clément Lenglet | But en sélection de Clément Lenglet | But en sélection de Clément Lenglet | But en sélection de Clément Lenglet |
|                                     | Date                                | Lieu                                 | Adversaire                          | Score                               | Résultat                            | Compétition                         |
| ----------------------------------- | ----------------------------------- | ------------------------------------ | ----------------------------------- | ----------------------------------- | ----------------------------------- | ----------------------------------- |
| 1.                                  | 10 septembre 2019                   | Stade de France, Saint-Denis, France | Andorre                             | 2 - 0                               | 3 - 0                               | Éliminatoires de l'Euro 2020        |

## Palmarès
Formé à l'AS Nancy-Lorraine, il participe à la montée en Ligue 1 en étant champion de Ligue 2 en 2016.
Parti ensuite en Espagne, il est finaliste de la Coupe d'Espagne en 2018 avec le FC Séville. C'est sous les couleurs du FC Barcelone qu'il remporte ses premiers titres majeurs en étant notamment champion d'Espagne en 2019 et remportant la Coupe d'Espagne en 2021 après s'être de nouveau incliner en finale en 2019. Il remporte également la Supercoupe d'Espagne 2018.
| AS Nancy-Lorraine (1)                           | FC Séville                            | FC Barcelone (3) | France                                  |
| ----------------------------------------------- | ------------------------------------- | --- | --------------------------------------- |
| - Championnat de Ligue 2 (1) - Champion : 2016. | - Coupe d'Espagne - Finaliste : 2018. | - Championnat d'Espagne (1) - Champion : 2019. - Vice-champion : 2020 et 2022. - Coupe d'Espagne (1) - Vainqueur : 2021. - Finaliste : 2019. - Supercoupe d'Espagne (1) - Vainqueur : 2018. - Finaliste : 2021. | - Ligue des nations - Troisième : 2025. |